# Polyrhachis daemeli
Polyrhachis daemeli é uma espécie de formiga do gênero Polyrhachis, pertencente à subfamília Formicinae.